# Dirofilaria tenuis
Dirofilaria tenuis és una espècie de nematode de la família Onchocercidae que provoca la malaltia parasitària anomenada dirofilariosi. Infecta el teixit subcutani dels vertebrats. D. tenuis infecta més freqüentment els ossos rentadors, però s'han registrat casos de dirofilariosi en humans. Són vectoritzats per mosquits i segueixen patrons de desenvolupament i transmissió similars a altres dirofilàries.

## Morfologia
Els adults de D. tenuis són llargs i prims amb un extrem anterior punxegut. L'extrem posterior és llarg, traçat i normalment es queda enrotllat. Posseeix un ganxo i pot tenir fins a quinze parells d'òrgans sensorials coneguts com a papil·les que cobreixen la regió posterior del cos. Les femelles varien de longitud, de 8 a 13 cm, amb una mitjana d'uns 9 cm, mentre que els mascles de 4-4,8 cm de longitud, amb una mitjana de 4,5 cm. D. tenuis posseeixen vuit papil·les a més de dos amfides al voltant de l'obertura de la boca. La boca condueix a un esòfag curt, que està connectat a l'intestí i condueix a l'obertura excretora. D. tenuis també té un cordó nerviós a l'extrem anterior de la cavitat del cos i òrgans reproductors diferenciats. La superfície més externa de la cutícula, o coberta exterior del cuc, està coberta per petites línies que discorren transversalment i crestes més destacades disposades longitudinalment. Aquestes crestes són menys destacades al cap i a l'extrem anal. La combinació de les línies transversals i les crestes longitudinals pot donar a D. tenuis un aspecte enrunat.

## Cicle de vida
D. tenuis s'introdueix a l'hoste (sigui un os rentador o, com en alguns casos rars, un humà) com a larva quan el vector, més habitualment un mosquit Aedes o Anopheles, pren una ingesta de sang i el paràsit entra a l'hoste a través de la ferida de la picada. Un cop dins de l'amfitrió, la larva es va traslladant a la seva fase larvària final i després a un adult. Com a adult resideix al teixit subcutani de l'amfitrió. Aquests adults poden viure fins a deu anys dins del teixit de l'amfitrió. La femella és capaç de reproduir-se al llarg de tota la seva vida adulta i els seus ous i microfilàries entren al corrent sanguini perifèric de l'amfitrió. A continuació, són ingerits pels mosquits vectorials durant una ingestió de sang i viatgen fins als tubs de Malpighi del mosquit. Allà, experimenten el desenvolupament, des de la microfilària, fins a les larves de la primera, segona i finalment tercera etapa. Normalment té una durada de 10-12 dies. Després de la tercera fase larvària, moment en què s'han infectat, viatgen de nou a la probòscide del mosquit a través de l'hemocel i entren a un altre hoste definitiu. Si el mosquit està molt infectat, es poden transmetre múltiples larves en una mateixa ingestió de sang. Els éssers humans són un amfitrió sense sortida per al D. tenuis; després que la larva es transformi en un adult, no es pot reproduir. El cuc pot viure per via subcutània durant diversos mesos abans de morir.

## Patologia i tractament
D. tenuis es troba freqüentment al sud-est dels Estats Units i és més sovint un paràsit d'ossos rentadors, però s'han notificat casos humans. Tot i que hi ha múltiples espècies de mosquits que poden infectar-se i possiblement vectoritzar el nematode, Anopheles quadrimaculatus i Aedes taeniohynchus han demostrat ser les espècies hostes més efectives i més comunes. No sembla que hi hagi un efecte aclaparador sobre l'amfitrió definitiu, l'os rentador, que causaria problemes de salut importants. Els únics disturbis aparents per a l'hoste són els nòduls petits que es formen com a resposta inflamatòria a la superfície de la pell quan un dels cucs mor. La majoria de les investigacions suggereixen que el paràsit i l'amfitrió són compatibles i poden conviure durant un període de molts anys.
D. tenuis no és compatible amb un hoste humà, per la qual cosa mor molt més ràpidament, vivint només uns mesos. Durant aquest temps, es formarà un nòdul o nòdul on es troba el cuc. Això ocorre més a prop del lloc de la picada del mosquit, però també pot estar molt més lluny. D. tenuis pot migrar utilitzant la sang de l'hoste, deixant el cuc a qualsevol part del cos, fins i tot la conjuntura de l'ull. A mesura que el cos intenta buidar el cuc, el nòdul pot arribar a ser dolorós. Si el pacient continua patint molèsties, el cuc pot ser extirpat quirúrgicament. L'extirpació és un tractament curatiu i el cuc es diagnostica com a D. tenuis utilitzant fàcilment la seva morfologia única.